# Tepecoacuilco de Trujano
Tepecoacuilco de Trujano là một đô thị thuộc bang Guerrero, México. Năm 2005, dân số của đô thị này là 28989 người.